# رستي روبرتسون
رستي روبرتسون (بالإنجليزية: Russell Robertson) هو مدرب تجديف نيوزلندي، ولد في عام 1927، وتوفي في عام 1989.